# Asmate centralasiae
Asmate centralasiae là một loài bướm đêm trong họ Geometridae.